# Дмитренко, Людмила Васильевна
Людми́ла Васи́льевна Дмитре́нко (урожд. Фёдорова; 5 апреля 1932, Чудово, Ленинградская область — 30 мая 2021, Санкт-Петербург) — советская и российская переводчица французской литературы, поэт.

## Биография и творчество
Родилась в городе Чудово Новгородской области. В 1950 году окончила среднюю школу, в 1954-м — с отличием Ленинградский государственный педагогический институт имени А. И. Герцена по специальности французский язык. Училась в группе, где аспект французского языка — перевод — вёл Е. Г. Эткинд. После окончания института преподавала в школе, занималась техническим переводом. В 2000 году опубликовала первый художественный перевод — роман Жана Кокто «Самозванец Тома». За ним последовали мемуарные очерки Кокто «Портреты-воспоминания» и его роман «Ужасные дети» (предисловие и примечания к роману составлены переводчиком). В 2010 году перевод «Портретов-воспоминаний» вошёл в шорт-лист Литературной премии Мориса Ваксмахера (лучший перевод произведения французской литературы на русский язык, номинация «художественная литература»). Кроме ряда положительных рецензий в периодике, переводы получили высокую оценку в профессиональной писательской среде. «Я прочитал не отрываясь „Ужасных детей“. …Перевод действительно очень хороший. Такой прозы по-русски никогда не было, и вам удалось очень просто ввести Кокто в русский обиход» (из письма Владимира Марамзина от 22 августа 2010 г.). Перевод романа Анри Труайя «Этаж шутов», получил лестный отзыв автора: «Ваш перевод моего романа „Этаж шутов“ на русский язык превосходен. Читая его, я испытывал чувство, что это написано мною в момент необычайного просветления. Спасибо за то, что Вы так верно передали мой замысел, преодолев языковый барьер. С сердечным приветом, Анри Труайя» (из письма А. Труайя от 21 марта 2005 г.).

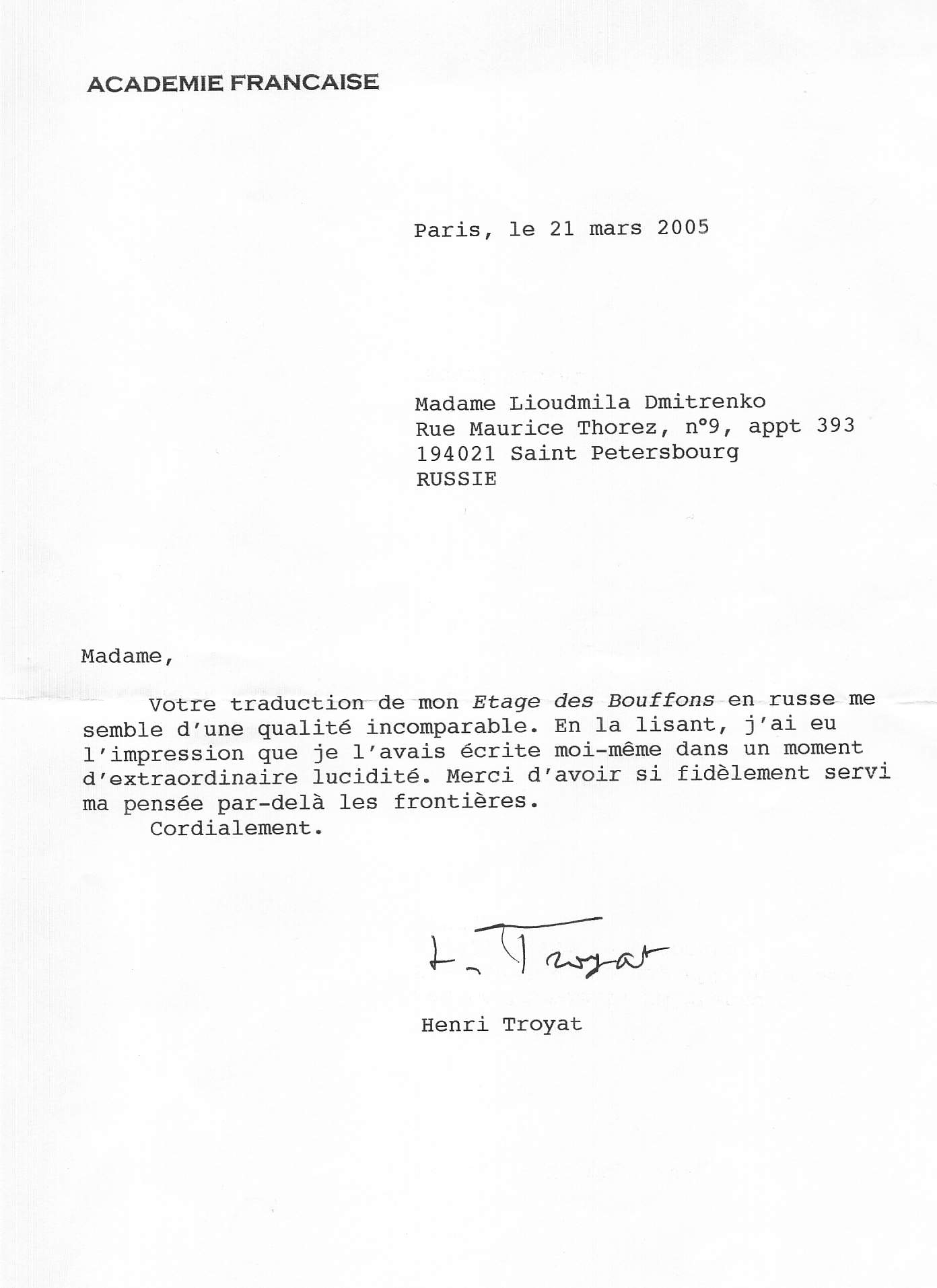
Письмо А. Труайя к Л. Дмитренко от 21 марта 2005 г.

В активе переводчика: книга С. Ф. де Сегюр для детей «Злоключения Софи», проза А. де Монтерлана, Г. де Мопассана, стихотворения Г. Аполлинера и Р. Кено, французские тексты об иллюстрациях А. Алексеева к роману Б. Пастернака «Доктор Живаго» и др. Является автором оригинальных стихотворений, впервые опубликованных в книге «Пустячки» (2012). В эту книгу вошли также переводы из Г. Аполлинера и Р. Кено. В 2016 году увидела свет книга стихотворений для детей «Мурка спит — у мышек бал» с иллюстрациями А. Г. Траугота.
К 89-летию автора в апреле 2021 года в издательстве «Вита Нова» был выпущен итоговый сборник стихотворных произведений Людмилы Дмитренко «Сюжеты», в который, кроме оригинальных стихотворений, вошли (в новых редакциях) переводы из Г. Аполлинера, Р. Кено и Ф. Жамма.
Стихотворения Людмилы Дмитренко представлены также на сайте Стихи.ру.
Скончалась в Санкт-Петербурге 30 мая 2021 года после продолжительной болезни. Похоронена на Северном кладбище рядом с мужем.

## Публикации
- Кокто Ж. Самозванец Тома // Кокто Ж. Петух и арлекин / Сост., предисл., избр. примеч. М. Д. Яснова. СПб.: Кристалл, 2000 (Б-ка мировой литературы). С. 199—266.
- Кокто Ж. Портреты-воспоминания: 1900—1914 / Рисунки автора. Коммент. Д. Я. Калугина. СПб.: Издательство Ивана Лимбаха, 2002.
- Кокто Ж. Самозванец Тома // Кокто Ж. Тяжесть бытия / Сост., статья, коммент. М. Д. Яснова. СПб.: Азбука-классика, 2003. С. 13—86.
- Труайя А. Этаж шутов. М.: Эксмо, 2005 (Русские биографическо-исторические романы).
- Сегюр, де, графиня. Злоключения Софии, или Правдивые истории об одной непослушной девочке, которая постоянно попадала в беду // Бердникова Ю. Мир ребёнка: Развитие психики, страхи, социальная адаптация, интерпретация детского рисунка. СПб.: Наука и техника, 2007. (Саквояж эскулапа). С. 222—285.
- Алексеев А. Что побудило меня иллюстрировать роман «Доктор Живаго»?; Два письма Александру Алексееву [от Г. Л. Вюиттона и Ж. Помпиду] // Пастернак Б. Доктор Живаго: В 2 т. / Ил. А. Алексеева. Коммент. Ел. В. Пастернак. Статьи А. Дмитренко, Ж. Нива, К. Паркер, Евг. Пастернака. СПб.: Вита Нова, 2007. (Рукописи). Т. 1. С. 9—11, 473—475.
- Кокто Ж. Ужасные дети / Рисунки автора. Предисл. и примеч. переводчика. СПб.: Издательство Ивана Лимбаха, 2010.
- Кокто Ж. Портреты-воспоминания: 1900—1914 / Рис. автора. Коммент. Д. Я. Калугина. 2-е изд., испр. и доп. СПб.: Издательство Ивана Лимбаха, 2010.
- Дмитренко Л. Пустячки: (2010—2011). СПб.: Ammonit Publishers, 2012.
- Дмитренко Л. Мурка спит — у мышек бал / Рисунки Г. А. В. Траугот. СПб.: Вита Нова, 2016.
- Дмитренко Л. Сюжеты: (2010—2021) / С рисунком Е. Посецельской. СПб.: Вита Нова, 2021.